# سلسلة جبال بروكس
سلسلة بروكس (أثاباسكان Gwazhał ) هي سلسلة جبال في أقصى شمال أمريكا الشمالية تمتد نحو 700 ميل (1,100 كـم) من الغرب إلى الشرق عبر شمال ألاسكا إلى إقليم يوكون بكندا.تصل أعلي قممها إلي ارتفاع 2736 متر في جبل ايستو، يعتقد بأن السلسلة الجبلية تبلغ من العمر ما يقارب ال 126 ميليون سنة.
في الولايات المتحدة، تعتبر هذه الجبال امتدادًا لجبال روكي، بينما تعتبر في كندا سلسلة منفصلة، وتعتبر الحدود الشمالية لجبال روكي ممثلة في نهر ليارد إلى أقصى الجنوب في مقاطعة كولومبيا البريطانية.
في حين أن النطاق غير مأهول في الغالب، فإن طريق دالتون السريع ونظام خطوط أنابيب ترانس ألاسكا يمر عبر ممر أتيجون (1,415 م، 4,643   قدم) في طريقهم إلى حقول النفط في خليج برودهو على المنحدر الشمالي لألاسكا. تعتبر قرى ألاسكا الأصلية في Anaktuvuk و Arctic Village ، بالإضافة إلى المجتمعات الصغيرة جدًا من Coldfoot و Wiseman وBettles و Chandalar ، المستوطنات الوحيدة في النطاق الجبلي. في أقصى الغرب، بالقرب من نهر Wulik في جبال De Long يوجد منجم Red Dog : أكبر منجم للزنك في العالم.
تم تسمية النطاق من قبل مجلس الولايات المتحدة للأسماء الجغرافية في عام 1925 تيمنا بألفريد هولس بروكس، كبير جيولوجيي USGS لألاسكا من 1903 إلى 1924.
وقد ذكر النطاق بمسميات أخرى مختلفة في العديد من السجلات التاريخية، ومن هذه المسميات: جبال القطب الشمالي وجبال هوبر وجبال ميد وجبال نهر ميد. ويسمى الجزء الكندي من النطاق رسميًا بالجبال البريطانية. يقع منتزه ايفافيك (Ivvavik) الوطني في جبال كندا البريطانية.

## القمم

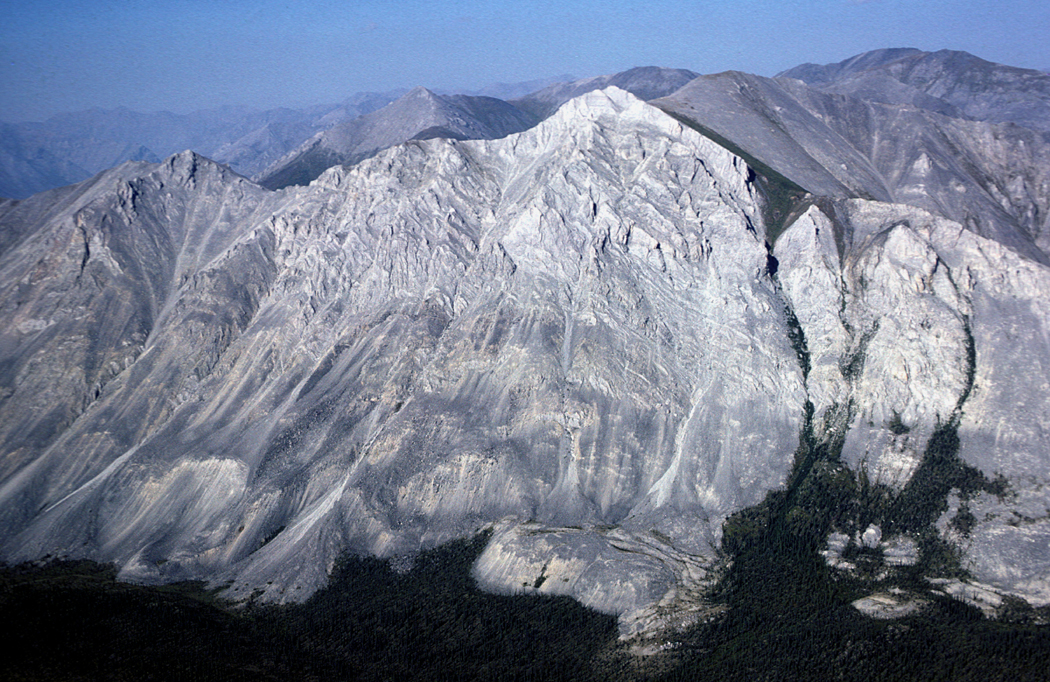
جبال بروكس رانج

جبل Limestack ، في وسط Brooks Range

- جبل اتسو 8,975.1 قدم (2,735.6 م)
- جبل هوبلي 8,914 قدم (2,717 م)
- جبل تشامبرلين 8,898.6 قدم (2,712.3 م)
- جبل ميشيلسون عند 8,855   قدم (2,699 م)
- أبواب كييف في 7775   قدم (2370 م)، أعلى نقطة في الجزء المركزي من النطاق.
- الجبل الأسود في 5020   قدم (1,530 م)، أعلى نقطة في الجزء الغربي الأقصى من النطاق.
- جبل Doonerak 7,457 قدم (2,273 م)
- جبل إيجيكباك 8,276 قدم (2,523 م)
- Frigid Crags West Gate 5,501 قدم (1,677 م)
- البوابة الشمالية لجبال بوريال 6,654 قدم (2,028 م)
- جبل ليميستاك 6,250 قدم (1,900 م)
- جبل 7,410 قدم (2,260 م)

استكشف بوب مارشال منطقة نهر نورث فورك كويوكوك في النطاق الجبلي في عام 1929. أطلق على جبل Doonerak ، موضحا «اسم Doonerak الذي أخذته من كلمة Eskimo والتي تعني روحًا، أو كما يترجمونها، شيطانًا». وصف مارشال الجبل بأنه «عملاق شاهق، أسود، غير قابل للقياس، وأعلى قمة في هذا القسم من سلسلة بروكس.» 

## علم البيئة

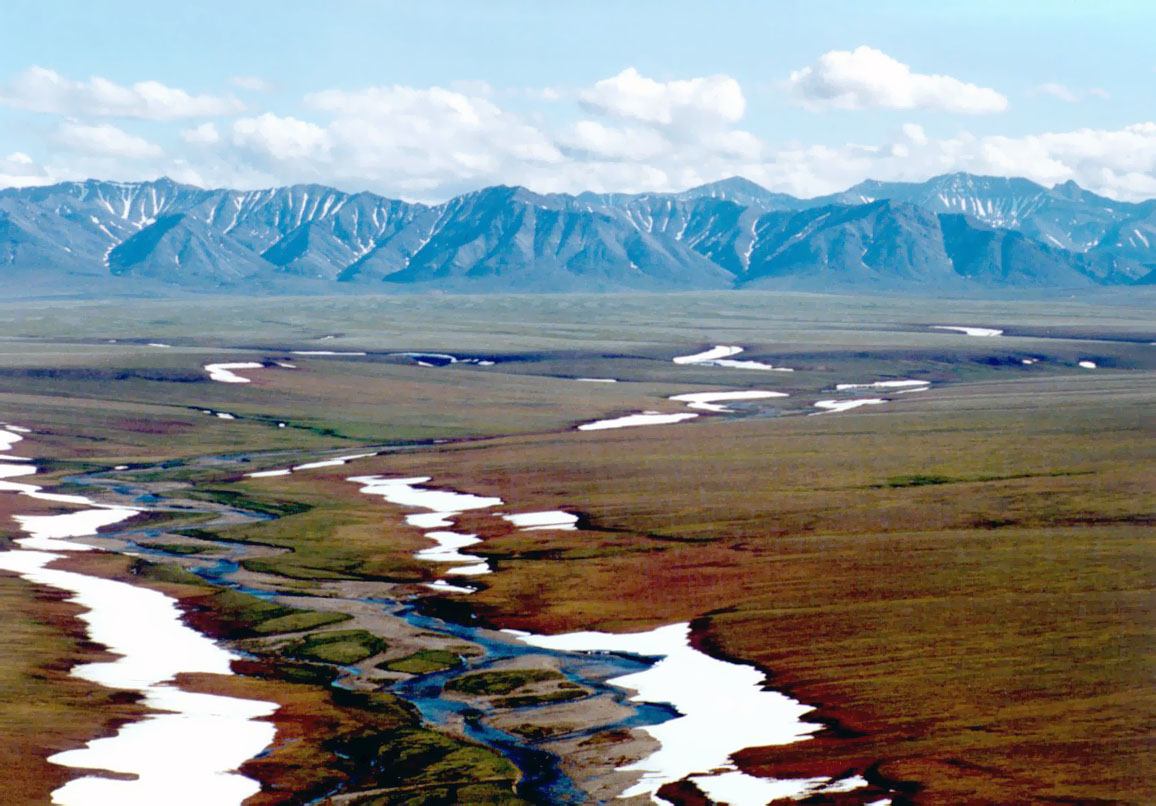
منطقة السهل الساحلي في محمية القطب الشمالي الوطنية للحياة البرية ، تطل على الجنوب باتجاه سلسلة بروكس

سلسلة بروكس تشكل أكبر فجوة تصريف مياه شمالية في أمريكا الشمالية، تفصل تيارات المياه التي تصب في المحيط المتجمد الشمالي وشمال المحيط الهادئ. يحدد النطاق الموقع الصيفي للجبهة القطبية الشمالية بنسبة كبيرة. وهي تمثل المدى الشمالي لخط الشجرة، مع القليل من حواجز البلسم المعزولة التي تحدث شمال تقسيم الصرف القاري. تتواجد شجرة التنوب والأسبرين البيضاء أيضًا شمال نطاق بروكس، على الرغم من أنها تقتصر على المواقع التي طالها النشاط البشري. تحتوي المنحدرات الجنوبية على غطاء من أشجار التنوب السوداء، Picea mariana ، مما يشير إلى الحد الشمالي لتلك الأشجار. مع زيادة متوسط درجة الحرارة العالمية، لوحظ أن خط الشجرة يتحرك إلى الشمال أكثر، مما يغير حدود المكان الذي تتواجد فيه هذه الأشجار. كما أن هناك زيادة في توافر الشجيرات في المناطق التي كانت تسيطر عليها التندرا سابقًا، مما أثر على بيئة المنطقة  .
باعتبارها واحدة من أكثر المناطق البرية النائية والأقل إزعاجًا في أمريكا الشمالية، تعد الجبال موطنًا لأغنام Dall ، والدببة الرمادية، والدب الأسود، والذئب الرمادي، والموس والكاريبو الوعل.
في ألاسكا، يجتاز قطيع كاريبو غربي القطب الشمالي (490.000 فرد في عام 2004) سلسلة بروكس في هجرتها السنوية. كما يهاجر قطيع القطب الشمالي المركزي الأصغر (32000 في عام 2002)، بالإضافة إلى قطيع حيوان Porcupine Caribou البالغ عدده 123000، من خلال سلسلة بروكس خلال رحلاتهم السنوية داخل وخارج محمية الحياة البرية الوطنية في القطب الشمالي. يعد مسار هجرة قطيع Porcupine Caribou الأطول من أي حيوان ثديي أرضي على وجه الأرض.

## علم الحفريات

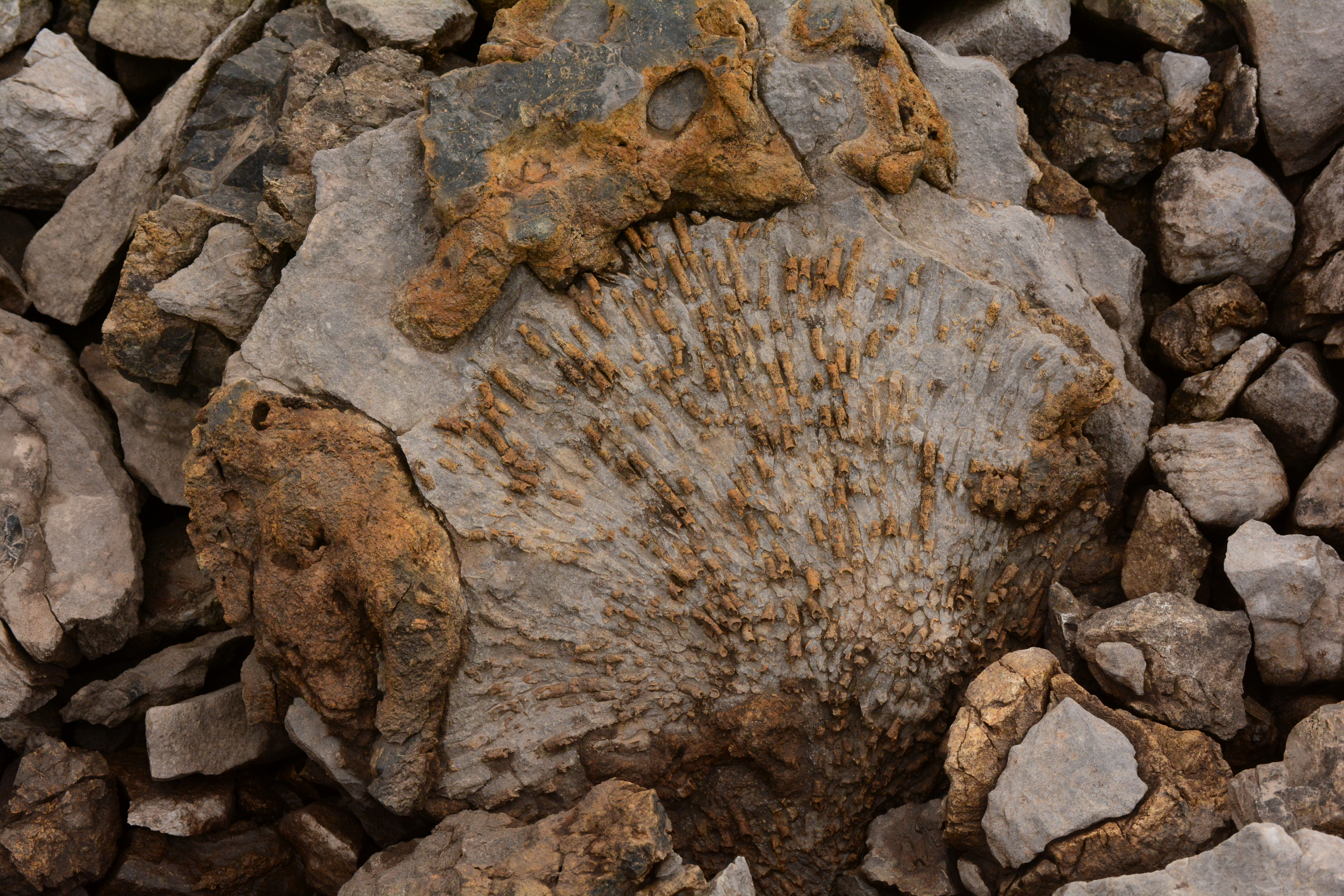
الشعاب المرجانية المتحجرة في سلسلة Brooks ، بالقرب من جبل لايمستاك

نظرًا لأن صخور النطاق قد تشكلت في قاع بحر قديم، فإن نطاق بروكس يحتوي على حفريات لكائنات البحرية. بالإضافة إلى الحفريات المرجانية الموضحة على اليسار، تم العثور على الفصوص ثلاثية الفصوص والعضلة العظمية من منتصف العصر الكامبري في الأحجار الرملية في سلسلة جبال بروكس المركزية.

## المناخ
بينما تتراوح نطاقات ألاسكا الآخري إلى الجنوب والأقرب إلى الساحل يمكن أن يتلقى 250 بوصة (640 سـم) إلى 500 بوصة (1,300 سـم) من الثلج، يتم الإبلاغ عن متوسط هطول الأمطار الثلجية على نطاق بروكس عند 30 بوصة (76 سـم)  إلى 51 بوصة (130 سـم) . بسبب المناخ المتغير، بين عامي 1969-2018 شهدت الأجزاء الشرقية والغربية من سلسلة بروكس زيادة بنسبة 17.2 ٪ في هطول الأمطار السنوي.
كما تم قياسه في محطة الطقس Anaktuvuk Pass (الارتفاع 770 متر (2,530 قدم))، متوسط درجات الحرارة في الصيف هو 16 °م (61 °ف) عظمي و 3 °م (37 °ف) صغري. خلال فصل الشتاء، يبلغ متوسط درجة الحرارة العظمي −22 °م (−8 °ف) حين أن متوسط درجة الحرارة الصغرى هو −30 °م (−22 °ف) . التضخيم القطبي هو قوة تشهدها هذه المنطقة مع ارتفاع درجات الحرارة العالمية. تشهد المناطق الشمالية والغربية من ألاسكا، حيث تقع سلسلة بروكس، معدل الاحترار ضعف المعدل اللذي يشهده جنوب شرق ألاسكا. شهد نطاق بروكس زيادة في متوسط درجة حرارة الصيف بين 4.2 درجة فهرنهايت و 5.8   °F بين السنوات 1969-2018.
يمكن إيجاد غطاء ثلجي على مدار السنة أو «حقول ثلجية معمرة» في مناطق معينة من سلسلة بروكس. في عام 1985، تم تسجيل 34 ميلاً مربعاً من حقول الثلج، حيث انخفض هذا العدد إلى أقل من أربعة أميال مربعة في عام 2017.

## الأفلام
- 2007 - أبواب القطب الشمالي: ألاسكا مجموعة بروكس
- 2008 - وحدها عبر ألاسكا: 1000 ميل من البرية
- 2011 - حافة الأرض (فيلم قصير)
- 2014 - عالم ما وراء العالم (فيلم قصير)